# Johann Paul Schorn
Johann Paul Schorn (* 28. Juni 1682 in Salzburg-Mülln; † 26. Oktober 1758 in Salzburg) war ein Geigenbauer, Komponist und Violinist.

## Leben
Johann Paul Schorn war der Sohn des Hof-Lauten- und Geigenbauers Johann Schorn und dessen erster Ehefrau. Er gehörte als namhafter Geigenbauer der Stainer-Schule an.
1701 unterrichtete Schorn am Kapellhaus, ab 1704 war er an der Salzburger Hofkapelle als Violinist tätig und 1723 wurde er zum Kammerportier bestellt.
Im Jahr 1724 erschienen in Augsburg die Notensammlung Duodenarium harmoniae selectae delicium vario instrumentorum genere ordinatum (Zwölfzahl ausgewählter Musik zur Ergözung mit Instrumenten verschiedener Gattung zusammengestellt). Die Sammlung besteht aus zwölf fünf- bis neun-sätzigen Partien (= Suiten) für Streichinstrumente bzw. Streich- und Blasinstrumente im französischen Stil. Schorn unterscheidet zwischen pleno- und da camera-Besetzung. Erstere bezieht sich auf die Suiten, in denen Bläser hinzugezogen sind, Letztere auf diejenigen mit reiner Streicherbesetzung.
Sein Nachfolger als Hoflauten- und Geigenbauer war Andreas Ferdinand Mayr.